# Перепечин, Иван Михайлович
Иван Михайлович Перепечин (?—1819) — капитан 1-го ранга, участник русско-турецкой войны 1768—1774 годов, в том числе в Хиосского и Чесменского сражений.

## Биография
В 1749 году поступил на службу матросом, в 1752 году определён учеником Морской академии, а в 1754 году переведён кадетом в Морской корпус и 14 апреля 1758 года произведён в мичманы.
В 1769 году, командуя бомбардирским кораблем «Гром», Перепечин перешёл в эскадре адмирала Г. А. Спиридова в Средиземное море и участвовал в Морейской экспедиции и Хиосском и Чесменском боях, причём 9 июля 1771 года за участие в сожжении турецкого флота получил орден св. Георгия 4-й степени (№ 111 по кавалерскому списку Судравского и № 132 по списку Григоровича — Степанова)
За отличный поступок по прогнании неприятельских кораблей в порт Чесьма, как подошел к устью с бомбардирским судном под пушечные выстрелы, бросая бомбы, выдержал огонь из кораблей и батарей, так и при осаде крепости Лемноса.
Затем Перепечин участвовал в атаке крепостей Пелари, Митилены, Бодрум и Станчо и в 1774 году за отличие получил чин капитана 2-го ранга, командовал фрегатом «Африка» в Архипелаге, а 7 января 1778 года был уволен от службы с чином капитана 1-го ранга.
Скончался 22 сентября 1819 года.